# شقواص برازيلي
الشَّقْوَاص البَرَازِيلِيّ نوع نباتي يتبع جنس الشقواص والفصيلة اللاذنية، اسمه العلمي Halimium brasiliense (Lam.) Grosser.